# Lília da Fonseca
Maria Lígia Valente da Fonseca Severino (Benguela, 21 de mayo de 1906 - 14 de agosto de 1991) fue una periodista y escritora feminista portuguesa y angoleña. Utilizó el seudónimo de Lília da Fonseca en sus escritos. Fue la primera mujer en integrar una lista de candidatos en las elecciones legislativas a la Asamblea de la República de Portugal, en 1957.

## Biografía
Maria Valente da Fonseca nació en 1906 en Benguela (Angola), de madre angoleña y padre europeo. Se trasladó a Portugal siendo muy joven y estudió en el Liceo Infanta D. María de Coimbra y en la Escuela Carolina Michäelis de Oporto.
Regresó a Angola y se instaló en Luanda, donde trabajó como periodista en el periódico A Província de Angola. Siguió escribiendo para la publicación más tarde, cuando regresó a Portugal.
Su primera novela, Panguila, se publicó en 1944 con el nombre de Lília da Fonseca. El libro pinta un retrato fiel de la sociedad de la Benguela colonial en aquella época.
En noviembre de 1945, firmó un manifiesto de intelectuales que protestaban contra "todo tipo de limitaciones" impuestas a la actividad intelectual por el régimen. También participó en los esfuerzos contra la guerra, firmando el Manifiesto Pela Paz entre as Nações ("Por la paz entre las naciones").
En 1950, fundó en Lisboa la revista Jornal-Magazine da Mulher («Revista de la Mujer»), de la que fue directora hasta su último número, en 1956. También fundó el Suplemento Literário Mãos de Fada: Revista de lavores femininos ("Suplemento literario de manos de hadas: Revista del trabajo de las mujeres") y trabajó en la revista feminista Os Nossos Filhos ("Nuestros hijos"), que ofrecía un plan de estudios educativo alternativo en oposición al régimen del Estado Novo.
En 1957 fue candidata de la oposición en las elecciones legislativas para la Asamblea de la República de Portugal, convirtiéndose en la primera mujer nombrada en una lista electoral.
Fonseca fundó un grupo de marionetas, el Teatro de Fantoches de Branca Flor. El grupo actuó en escuelas, campamentos de verano, barrios pobres de las afueras de Lisboa y teatros provinciales.. También representó a Portugal en festivales internacionales de títeres. Fonseca escribió varias piezas escénicas para el grupo, algunas de las cuales también fueron transmitidas por radio en Emissora Nacional, la emisora nacional. Recibió una beca de la Fundación Calouste Gulbenkian que le permitió visitar teatros de marionetas en varios países.
Publicó numerosas obras literarias que abordan el papel de la mujer en la sociedad, así como novelas y literatura infantil. Recibió varios premios por su trabajo de la Emissora Nacional.

## Obras
- A mulher que amou uma sombra: novelas (1941);
- O corte sem mestre (1942);
- As três bolas de sabão (1943);
- Panguila: romance (1944);
- Lagartinha da couve (1945);
- A borboleta azul: contos em verso (1946);
- As botas saltaricas (1946);
- A menina tartaruga (1946);
- Chico Pipa (1946);
- As formigas aventureiras (1946);
- A história do gato gatão (1947);
- A chegada do Grão Turco (1947);
- O canivete afortunado (1954);
- Lagartinha da couve (1954);
- O tricot sem mestre (1957);
- Poemas da hora presente (1958);
- O malmequer das cem folhas: as aventuras de um pássaro (1958);
- Filha de branco (1960);
- O clube das três aldeias (1961);
- O relógio parado (1961);
- O grande acontecimento (1962);
- O livro da Teresinha (1962);
- Nasceu um menino na floresta (1962);
- Os companheiros do Bonifácio (1963);
- O livro do Marinho (1963);
- O menino não quer (1963);
- Os pontos dos ii: peça infantil em 1 acto (1964);
- A menina tartaruga: peça infantil em 3 actos (1966);
- O malmequer das cem flores : aventuras de um pássaro (1968);
- O livro da Mariazinha (1969);
- O livro do Adelininho (1969);
- O livro da Lili (1970);
- O livro da Néné (1970);
- A vaquinha e o sol : histórias de animais (1970);
- O livro do Jaiminho (1971);
- O realejo de lata (1971);
- Umas férias na serra da Verdelinda (1972);
- Tão-Tão aviador (1973);
- O grande acontecimento (1977);
- O livro da Stelinha (1977);
- História do teatro de Branca-Flor nos seus 20 anos de existência, 1962–1982 (1982);
- Um passeio ao jardim zoológico (1983);
- O moinho da Inácia: as aventuras de um pássaro (1987);
- Os ladrões das barbas de arame farpado: as aventuras de um pássaro (1989).